# 쉬 앤 힘
쉬 앤 힘(She & Him)은 미국의 신스팝 인디 팝, 인디 포크 듀오다.